# Letland ved vinter-OL 2014
Letland deltager ved vinter-OL 2014 i Sotji, som bliver arrangeret i perioden 7. februar til 23. februar 2014.

## Medaljer
| 2014 Sochi | Guld | Sølv | Bronze | Total |
| Letland    | 0    | 2    | 2      | 4     |